# Michał Biernacki
Michał Marian Biernacki (ur. 24 września 1855 w Lublinie, zm. 18 maja 1936 w Warszawie) – polski wiolonczelista, pianista, kompozytor, dyrygent i pedagog muzyczny i krytyk muzyczny.

## Życiorys

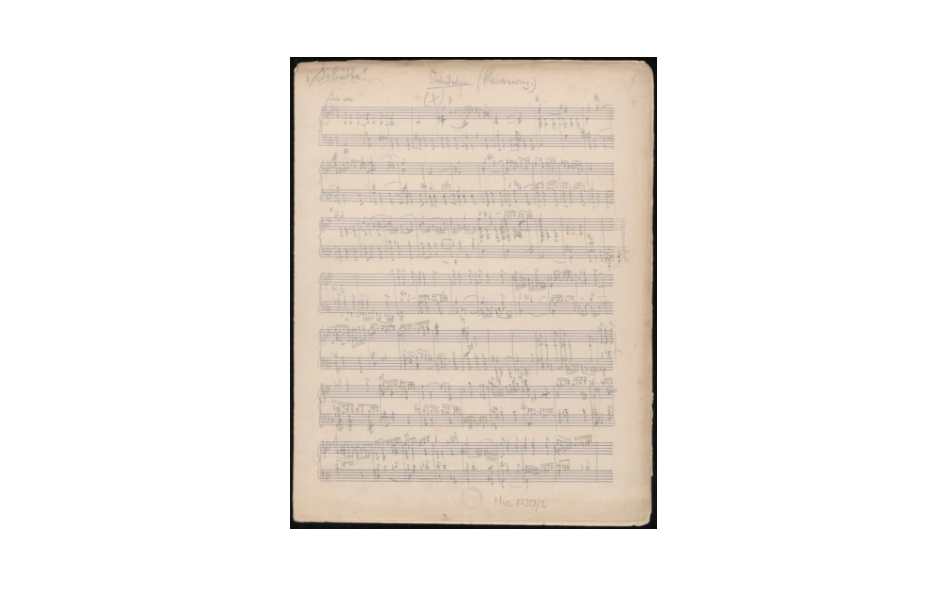
Michał Biernacki, Sobótka – obrazek muzyczny, ok. 1900

Urodził się w 1855 r. w Lublinie, w rodzinie Zenona, urzędnika magistrackiego, i Marii ze Skomorowskich. Wykształcenie ogólne zdobył w gimnazjum lubelskim, muzyczne u Antoniego Müllera (wiolonczela), Jana Müllera i Konrada Staczyńskiego (fortepian). W latach 1874–1877 studiował w Instytucie Muzycznym Warszawskim, gdzie był uczniem Gustawa Roguskiego (harmonia i kontrapunkt), Władysława Żeleńskiego (kompozycja) i Józefa Goebelta (wiolonczela).
Po ukończeniu studiów grał przez dwa lata jako wiolonczelista w orkiestrze Teatru Wielkiego. W 1880 r. wyjechał do Stanisławowa, gdzie przez 17 lat był kierownikiem artystycznym Towarzystwa Muzycznego im. Stanisława Moniuszki. Zreformował szkołę muzyczną Towarzystwa i prowadził z sukcesem dział muzyczny i chór. Chórzyście wykonywali na swych koncertach również oryginalne utwory, które napisał ich dyrygent. W kwietniu 1885 r. po raz pierwszy była wykonana w Stanisławowie kantata Michała Biernackiego Swaty w 2 częściach na orkiestrę chór i śpiew solowy.

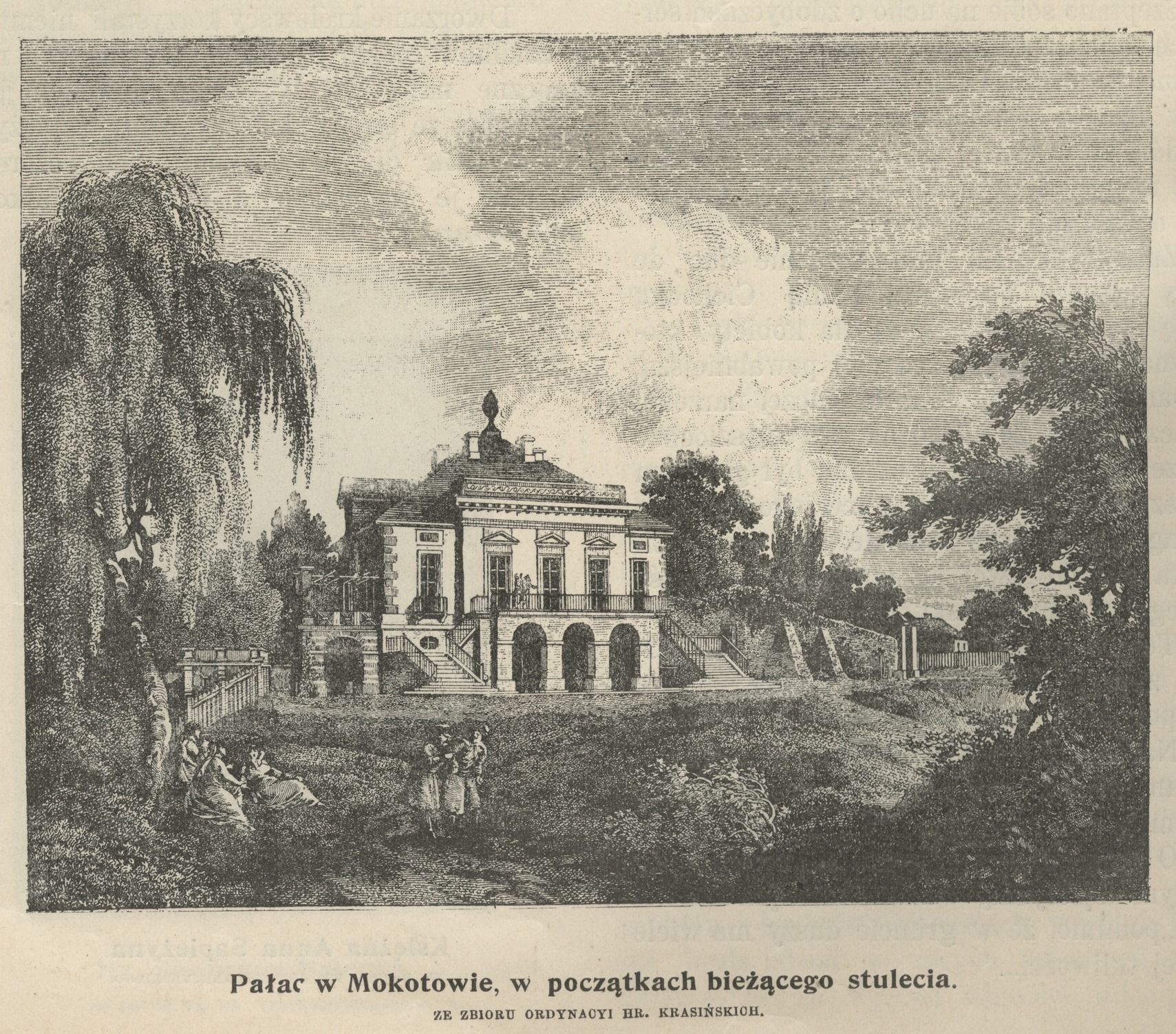
Pałac Szustra, siedziba Warszawskiego Towarzystwa Muzycznego, 1897

W 1897 r. osiedlił się w Warszawie, gdzie w tutejszym Konserwatorium objął klasę teorii muzyki, a jednocześnie zaczął pisywać stałe recenzje z ruchu koncertowego stolicy w „Echu Muzycznym i Teatralnym”. W latach 1897–1906 prowadził chóry Warszawskiego Towarzystwa Muzycznego im. Stanisława Moniuszki, pracując równocześnie w szkole muzycznej tegoż Towarzystwa, ucząc teorii, a następnie harmonii i fortepianu. W 1901 r. ukazał się jego podręcznik Zasady muzyki, który miał 8 wydań i przekład na język rosyjski. W latach 1911–1914 był dyrygentem chóru Towarzystwa Miłośników Śpiewu Chóralnego przy kościele ewangelicko-augsburskim pw. Świętej Trójcy. Bogata twórczość kompozytorska Biernackiego, była nagradzana w kraju, i za granicą. Do ważniejszych kompozycji należą: poemat symfoniczny Alea iacta est, Tarantela na orkiestrę, 2 suity skrzypcowe, utwory chóralne (m.in. Kantata Kościuszkowska, msze), pieśni solowe, opracowania pieśni ludowych, utwory fortepianowe i wiolonczelowe.
Zmarł 18 maja w Warszawie, pochowany na cmentarzu Powązkowskim.